# 4 hot wave
Singles de Kumi Kōda
Koi no Tsubomi
(2006) Yume no Uta / Futari de...
(2006)
4 hot wave est le 32e single de Kumi Kōda sorti sous le label Rhythm Zone le 26 juillet 2006 au Japon. Il atteint la 2e place du classement de l'Oricon. Il se vend à 207 484 exemplaires la première semaine, et reste classé pendant 17 semaines, pour un total de 390 685 exemplaires vendus. C'est le single le plus vendu de Kumi Kōda à ce jour. Il sort en format CD et CD+DVD.
- I'll Be There a été utilisé comme campagne publicitaire pour Seabreeze. Juicy a été utilisé comme campagne publicitaire pour Gem Cerey. With Your Smile a été utilisé pour Japan Pro Baseball 2006 sur NTV. Ningyo-hime a été utilisé comme campagne publicitaire pour Vodafone 705T. Les 4 chansons se trouvent sur l'album Black Cherry, ainsi que sur la compilation Best ~Third Universe~ mais sans Juicy.
- Les 4 clips racontent une histoire, le 1er est Juicy, puis With Your Smile, puis I'll Be There, et enfin Ningyo-hime.

## Liste des titres
| 1. | Introduction: I'll Be There                 |           | Shintaro Hagiwara & Tasuku | 0:30 |
| 2. | Ningyo-hime (人魚姫)                        | Kumi Kōda | Miki Watanabe              | 4:25 |
| 3. | I'll Be There                               | Kumi Kōda | Shintaro Hagiwara & Tasuku | 4:12 |
| 4. | Interlude: Juicy/Ningyo-hime (Juicy/人魚姫) |           |                            | 0:43 |
| 5. | Juicy                                       | Yo Taira  | STY                        | 4:27 |
| 6. | With Your Smile                             | Kumi Kōda | Toru Watanabe, H-Wonder    | 4:16 |
| 7. | Outroduction ~With your smile~              |           |                            | 3:31 |

| 1. | Juicy                      |  |
| 2. | With Your Smile            |  |
| 3. | I'll Be There              |  |
| 4. | Ningyo-hime (Juicy/人魚姫) |  |
| 5. | "Maroc" Photobook Offshoot |  |

## Interprétations à la télévision
- Popjam DX = Medley (I'll Be There / Ningyo-hime) (3 juillet 2006)
- Music Station = I'll Be There (21 juillet 2006)
- MelodiX! = I'll Be There (22 juillet 2006)
- Music Station = Ningyo-hime (28 juillet 2006)
- Music Fair 21 = I'll Be There (with TRF), Koi no Tsubomi (with TRF), Joy (with TRF), Ningyo-hime (29 juillet 2006)
- CDTV = Ningyo-hime (29 juillet 2006)
- Cable Awards (30 juillet 2006)
- Utaban = I'll Be There (3 août 2006)